# Karl Pietschmann
Karl Pietschmann (* 27. Januar 1897 in Greifswald; † 26. Juni 1938 in Weimar) war ein deutscher Maler.

## Leben und Werk
Pietschmann studierte am Bauhaus in Weimar und an der Kunstakademie in Kassel. Ab 1923 lebte er als Fischer und Maler an der Ostsee in Loissin. 1926 und 1927 reiste er nach Österreich, Italien, Norwegen und Frankreich. 1929 gehörte er einer „Thüringer Gruppe“ an, u. a. mit Alfred Ahner, Oswald Baer, Walter Determann, Otto Herbig und Alexander von Szpinger, 1932 verlegt er seinen Lebensmittelpunkt nach Erfurt und gründete mit Baer, Herbig, Walther Klemm und Szpinger die Ausstellungsgemeinschaft Weimarer Secession. In der Zeit des Nationalsozialismus war er Mitglied der Reichskammer der bildenden Künste.
Pietschmann kam bei einem Verkehrsunfall ums Leben.
Das Angermuseum Erfurt hat einen nennenswerten Bestand an Werken Pietschmanns. Teile seines künstlerischen Nachlasses befinden sich im Bestand des Pommerschen Landesmuseums Greifswald.

## Werke (Auswahl)
- Glockenblume und wilde Möhre (Bleistiftzeichnung, 1921; im Bestand des Angermuseums Erfurt)[1]
- Norwegische Landschaft (Bleistiftzeichnung, 1927; im Bestand des Angermuseums Erfurt)[1]
- Pommersche Landschaft (Aquarell, 1927)[2]
- Die Drei Gleichen im Winter (Tafelbild, Öl, 1937; im Bestand des Angermuseums Erfurt)[1]
- Vorfrühling im Unstruttal (Aquarell; ausgestellt 1937 auf der Großen Deutschen Kunstausstellung in München)[3]
- Fülle des Herbstes (Tafelbild, Öl; ausgestellt 1938 auf der Großen Deutschen Kunstausstellung in München)[3]

## Ausstellungen
- 1930 Erfurt, Verein für Kunst und Kunstgewerbe (Einzelausstellung mit Aquarellen)[4]
- 1931 Erfurt, Verein für Kunst und Kunstgewerbe (Einzelausstellung mit Gemälden, Aquarellen und Grafik)[5]
- 1933 Weimar (mit Oswald Baer)
- 1937 und 1938 München, Große Deutsche Kunstausstellungen
- 1939 Greifswald, Haus der Heimat (Gedächtnisausstellung)
- 1947 Erfurt, Thüringenhalle (1. Landesausstellung Bildender Künstler Thüringens; postume Ausstellung von sechs Werken)[6]